# 科洛雷克
科洛雷克（法語：Collorec，法語發音：[kɔlɔʁɛk]）是法国菲尼斯泰尔省的一个市镇，属于沙托兰区。

## 地理
科洛雷克（48°17'11"N, 3°46'30"W）面积28.39 平方千米，位于法国布列塔尼大區菲尼斯泰尔省，该省份为法国最西部的省份，位于布列塔尼半岛西部，北西南三面环大西洋，东临阿摩尔滨海省和莫尔比昂省。
与科洛雷克接壤的市镇（或旧市镇、城区）包括：朗德洛、普洛内韦迪福、普卢耶。

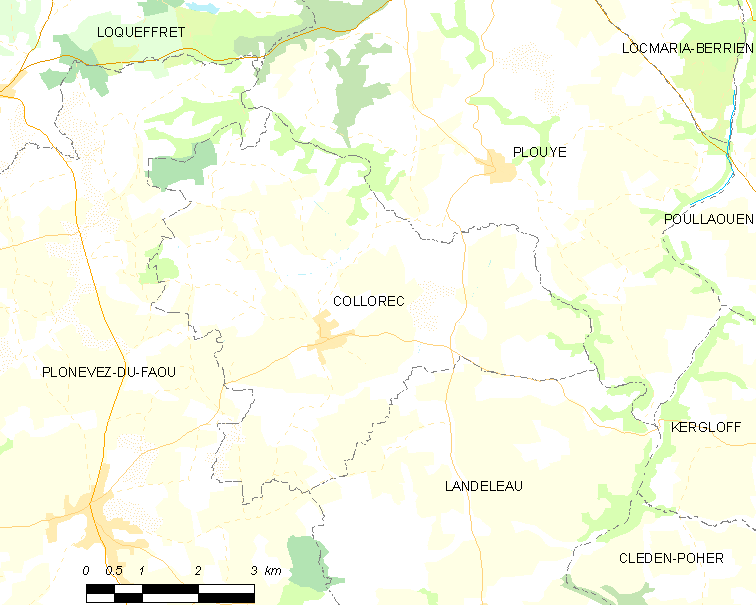
科洛雷克的OSM定位图

科洛雷克的时区为UTC+01:00、UTC+02:00（夏令时）。

## 行政
科洛雷克的邮政编码为29530，INSEE市镇编码为29036。

## 政治
科洛雷克所属的省级选区为卡赖普卢盖尔县。

## 人口

1962-2008年间科洛雷克人口变化图示

科洛雷克于2022年1月1日时的人口数量为592人。